# Shaquile Woudstra
Shaquile Woudstra (Willemstad, 26 febbraio 1997) è un calciatore olandese, difensore del Rohda Raalte.

## Caratteristiche tecniche
È un terzino destro.

## Carriera
Cresciuto nelle giovanili del Twente, nel 2017 viene acquistato dal PEC Zwolle.
Esordisce in prima squadra il 9 dicembre 2017 in occasione del match vinto 2-1 contro l'Excelsior.

## Statistiche

### Presenze e reti nei club
Statistiche aggiornate al 6 maggio 2018.
| Stagione        | Squadra         | Campionato      | Campionato | Campionato | Coppe nazionali | Coppe nazionali | Coppe nazionali | Coppe continentali | Coppe continentali | Coppe continentali | Altre coppe | Altre coppe | Altre coppe | Totale | Totale | Totale |
| Stagione        | Squadra         | Comp            | Pres       | Reti       | Comp            | Pres            | Reti            | Comp               | Pres               | Reti               | Comp        | Pres        | Reti        | Pres   | Reti   |        |
| --------------- | --------------- | --------------- | ---------- | ---------- | --------------- | --------------- | --------------- | ------------------ | ------------------ | ------------------ | ----------- | ----------- | ----------- | ------ | ------ | ------ |
| 2016-2017       | Jong Twente     | ED              | 23         | 0          | CO              | 0               | 0               |                    | -                  | -                  |             | -           | -           | 23     | 0      |        |
| 2017-2018       | PEC Zwolle      | ED              | 4          | 0          | CO              | 1               | 0               |                    | -                  | -                  |             | -           | -           | 5      | 0      |        |
| Totale carriera | Totale carriera | Totale carriera | 27         | 0          |                 | 1               | 0               |                    | -                  | -                  |             | -           | -           | 28     | 0      |        |